# أحمد الملا (لاعب كرة قدم إماراتي)
أحمد الملا (مواليد 20 يوليو 1999، لاعب كرة قدم إماراتي يجيد اللعب كلاعب وسط لعب سابقاً مع نادي الشارقة.

## المسيرة الكروية
بدأ الملا مسيرته مع نادي الشارقة في دوري الخليج العربي الإماراتي، حيث انضم إلى الفريق الأول في عام 2019. خلال فترة تواجده مع الشارقة، شارك في 3 مباريات رسمية، سجل خلالها هدفًا واحدًا، وبلغ إجمالي دقائق لعبه 219 دقيقة.